# فيتالي كوموجوروف
فيتالي كوموجوروف (الروسية: Комогоров, Виталий) مواليد 28 أغسطس 1991 في فولغوغراد، هو لاعب كرة يد روسي يلعب كظهير أيسر. يلعب حاليا مع نادي أودريهيو سكويسك لكرة اليد.

## الإنجازات
- الدوري الفرنسي لكرة اليد:
  - الميدالية البرونزية: 2015–16
- كأس أوروبا لكرة اليد:
  - النهائي: 2015–16